# Bojnice
Bojnice (Duits: Weinitz, Hongaars: Bajmóc) is een kleine stad in Centraal-Slowakije, vlak bij Prievidza aan de rivier Nitra en telt ongeveer 5000 inwoners. Bojnice is bekend als toeristische trekpleister. Het heeft de oudste dierentuin van Slowakije, en de best bezochte burcht: kasteel Bojnice. Deze burcht, die in de 19e eeuw werd herbouwd, is gebruikt als locatie voor diverse films.

## Dierentuin
De dierentuin van Bojnice (Slowaaks: Bojnická zoologická záhrada) werd in 1955 geopend en is daarmee de oudste dierentuin in Slowakije. Op het moment (2006) heeft de dierentuin 355 verschillende soorten, en in totaal 1826 exemplaren van dieren, waaronder chimpansees, berberapen, ijsberen, bruine beren, luipaarden, leeuwen, tijgers, kangoeroes en Afrikaanse olifanten.

## Partnersteden
- Bad Krozingen (Duitsland)
- Jeseník (Tsjechië)
- Rosta (Italië)

## Geboren in Bojnice
- Milan Barényi (1974), wielrenner
- Karina Habšudová (1973), tennisster
- Miloš Krško (1979), voetballer
- Miloslav Mečíř (1964), tennisser en tennistrainer
- Martin Petráš (1979), voetballer
- Miroslava Vavrinec (1978), tennisster
- Andrej Sekera (1986), ijshockeyer
- Juraj Kucka (1987), voetballer

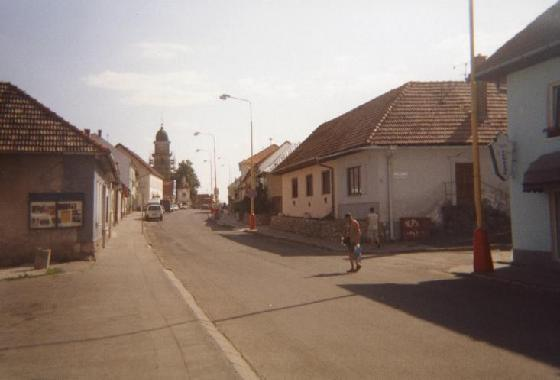
Een straat in Bojnice
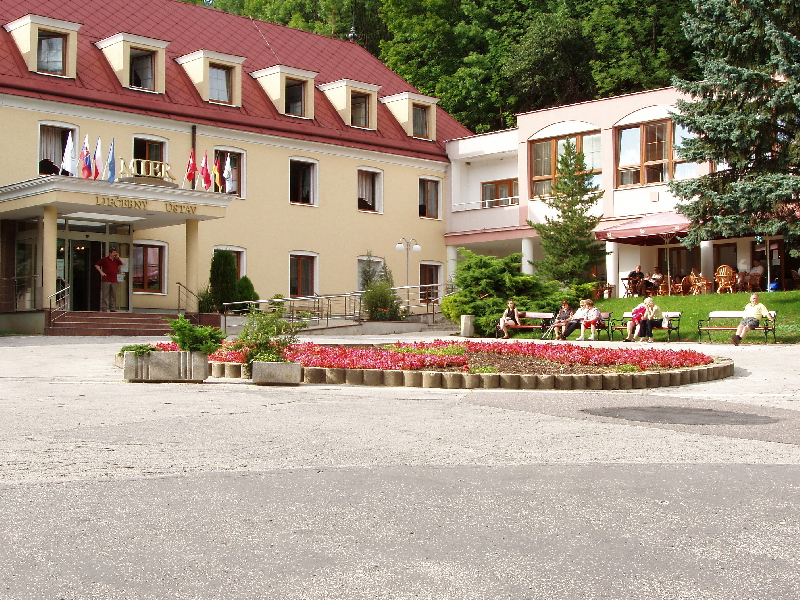
Kuuroord
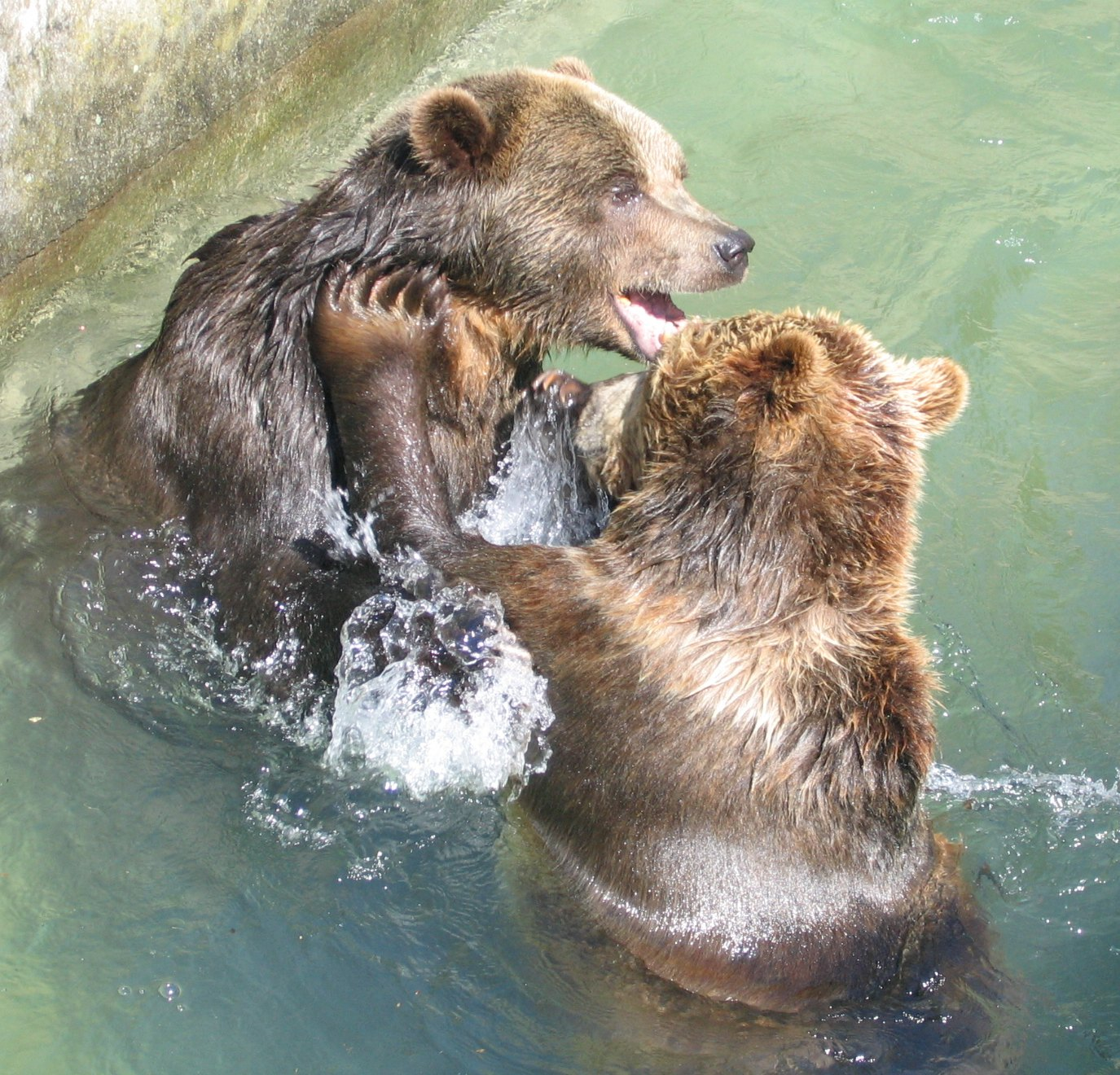
Europese bruine beren in de dierentuin van Bojnice